# خبز رمضان
خبز رمضان (بالتركية: Ramazan pidesi)‏ ويُسمى في سوريا بـ: المشطاح، هو أحد أنواع الخبز الهش الذي يحتوي على قيمة غذائية عالية، سمُي بهذا الأسم بسبب تحضيره في شهر رمضان المبارك، مما أدى إلى إعتباره أحد أهم العادات والتقاليد في شهر رمضان، حيث يتم شراء هذا النوع من الخبز من أجل فترة السحور أو يتم تحضيره يدويا في المنزل.
هناك بعض المصادر التي تشير إلى أن الخبز الرمضاني هو الخبز التركي الهش، وهناك مصادر أخرى تشير إلى أنه خبز رمضاني سوري، ولكن لا يوجد أي دليل يؤكد المصدر الرئيسي لهذا الخبز، ولكن يتفق على شعبيته في الدول الشرقية ودول بلاد الشام وعند المسلمين في شهر رمضان.